# Нітриліліди
Нітриліліди (рос. нитрилилиды, англ. nitrile ylides,[iminyl carbenes]) — 1,3-Диполярні сполуки зі структурою:
RC≡N+–С–R2 ↔RC–=N+=CR2 ↔RC+=NC–R2 ↔RC¨–N=CR2.
Беззарядова канонічна форма R(C:)–N=CR2 зветься алкаліден-(або гідрокарбіліден-) амінокарбен.